# Primera División 1990-1991 (Spagna)
La Primera División 1990-1991 è stata la 60ª edizione della massima serie del campionato spagnolo di calcio, disputato tra il 1º settembre 1990 e il 6 maggio 1991 e concluso con la vittoria del Barcellona, al suo undicesimo titolo.
Capocannoniere del torneo è stato Emilio Butragueño (Real Madrid) con 19 reti.

## Classifica finale
|       | Pos. | Squadra         | Pt | G  | V  | N  | P  | GF | GS | DR  |
| ----- | ---- | --------------- | -- | -- | -- | -- | -- | -- | -- | --- |
|       | 1.   | Barcellona      | 57 | 38 | 25 | 7  | 6  | 74 | 33 | +41 |
| [ 2 ] | 2.   | Atlético Madrid | 47 | 38 | 17 | 13 | 8  | 52 | 28 | +24 |
|       | 3.   | Real Madrid     | 46 | 38 | 20 | 6  | 12 | 63 | 37 | +26 |
|       | 4.   | Osasuna         | 45 | 38 | 15 | 15 | 8  | 43 | 34 | +7  |
|       | 5.   | Sporting Gijón  | 44 | 38 | 16 | 12 | 10 | 50 | 37 | +14 |
|       | 6.   | Real Oviedo     | 42 | 38 | 13 | 16 | 9  | 36 | 35 | +1  |
|       | 7.   | Valencia        | 40 | 38 | 15 | 10 | 13 | 44 | 40 | +4  |
|       | 8.   | Siviglia        | 38 | 38 | 15 | 8  | 15 | 45 | 47 | -2  |
|       | 9.   | Real Valladolid | 37 | 38 | 12 | 13 | 13 | 38 | 40 | -2  |
|       | 10.  | CD Logroñés     | 37 | 38 | 13 | 11 | 14 | 28 | 35 | -7  |
|       | 11.  | Real Burgos     | 37 | 38 | 10 | 17 | 11 | 32 | 27 | +5  |
|       | 12.  | Athletic Bilbao | 36 | 38 | 15 | 6  | 17 | 41 | 50 | -9  |
|       | 13.  | Real Sociedad   | 36 | 38 | 11 | 14 | 13 | 39 | 45 | -6  |
|       | 14.  | Tenerife        | 35 | 38 | 14 | 7  | 17 | 37 | 53 | -16 |
|       | 15.  | Maiorca         | 34 | 38 | 9  | 16 | 13 | 32 | 40 | -8  |
|       | 16.  | Español         | 34 | 38 | 12 | 10 | 16 | 39 | 47 | -8  |
|       | 17.  | Real Saragozza  | 33 | 38 | 11 | 11 | 16 | 36 | 40 | -4  |
|       | 18.  | Cadice          | 29 | 38 | 7  | 15 | 16 | 29 | 41 | -12 |
|       | 19.  | Castellón       | 28 | 38 | 8  | 12 | 18 | 27 | 48 | -21 |
|       | 20.  | Betis           | 25 | 38 | 6  | 13 | 19 | 37 | 65 | -28 |

Legenda:
      Campione di Spagna ed ammessa alla Coppa dei Campioni 1991-1992.
      Ammesse alla Coppa delle Coppe 1991-1992.
      Ammesse alla Coppa UEFA 1991-1992.
  Partecipa agli spareggi interdivisionali.
      Retrocesse in Segunda División 1991-1992.
Regolamento:
Due punti a vittoria, uno a pareggio, zero a sconfitta.
In caso di arrivo di due o più squadre a pari punti, la graduatoria verrà stilata secondo la classifica avulsa tra le squadre interessate che prevede, in ordine, i seguenti criteri:
- Punti negli scontri diretti.
- Differenza reti negli scontri diretti.
- Differenza reti generale.
- Reti realizzate in generale.

## Spareggi

### Spareggi interdivisionali
|                | Risultati     |                | Luogo e data              |
| -------------- | ------------- | -------------- | ------------------------- |
| Real Murcia    | 0-0           | Real Saragozza | Murcia, 12 giugno 1991    |
| Real Saragozza | 5-2           | Real Murcia    | Saragozza, 19 giugno 1991 |
|                |               |                |                           |
| Malaga         | 1-0           | Cadice         | Malaga, 12 giugno 1991    |
| Cadice         | 1-0 (5-4 dtr) | Malaga         | Cadice, 19 giugno 1991    |
|                |               |                |                           |

## Statistiche

### Squadre

#### Capoliste solitarie
|    | ——         | —— | —— | —— | —— | —— | —— | —— | ——  | ——  | ——  | ——  | ——  | ——  | ——  | ——  | ——  | ——  | ——  | ——  | ——  | ——  | ——  | ——  | ——  | ——  | ——  | ——  | ——  | ——  | ——  | ——  | ——  | ——  | ——  | ——  | ——  | —— |  |
|    | Barcellona |    |    |    |    |    |    |    |     |     |     |     |     |     |     |     |     |     |     |     |     |     |     |     |     |     |     |     |     |     |     |     |     |     |     |     |     |    |  |
|    |            |    |    |    |    |    |    |    |     |     |     |     |     |     |     |     |     |     |     |     |     |     |     |     |     |     |     |     |     |     |     |     |     |     |     |     |     |    |  |
|    |            |    |    |    |    |    |    |    |     |     |     |     |     |     |     |     |     |     |     |     |     |     |     |     |     |     |     |     |     |     |     |     |     |     |     |     |     |    |  |
| 1ª | 2ª         | 3ª | 4ª | 5ª | 6ª | 7ª | 8ª | 9ª | 10ª | 11ª | 12ª | 13ª | 14ª | 15ª | 16ª | 17ª | 18ª | 19ª | 20ª | 21ª | 22ª | 23ª | 24ª | 25ª | 26ª | 27ª | 28ª | 29ª | 30ª | 31ª | 32ª | 33ª | 34ª | 35ª | 36ª | 37ª | 38ª |    |  |

#### Primati stagionali
- Maggior numero di vittorie: Barcellona (25)
- Minor numero di sconfitte: Barcellona (6)
- Migliore attacco: Barcellona (74 reti segnate)
- Miglior difesa: Real Burgos (27 reti subite)
- Miglior differenza reti: Barcellona (+41)
- Maggior numero di pareggi: Maiorca (16)
- Minor numero di pareggi: Real Madrid, Athletic Bilbao (6)
- Maggior numero di sconfitte: Betis (19)
- Minor numero di vittorie: Betis (6)
- Peggior attacco: Castellon (27 reti segnate)
- Peggior difesa: Betis (65 reti subite)
- Peggior differenza reti: Betis (-28)

### Individuali

#### Classifica marcatori
| Gol |  |  | Giocatore         | Squadra         |
| --- |  |  | ----------------- | --------------- |
| 19  |  |  | Emilio Butragueño | Real Madrid     |
| 17  |  |  | John Aldridge     | Real Sociedad   |
| 16  |  |  | Manolo            | Atlético Madrid |
| 16  |  |  | Milan Luhový      | Sporting Gijón  |
| 15  |  |  | Luis Enrique      | Sporting Gijón  |
| 14  |  |  | Hristo Stoichkov  | Barcellona      |
| 14  |  |  | Pepe Mel          | Betis           |
| 14  |  |  | Gregorio Fonseca  | Real Valladolid |
| 13  |  |  | Miguel Pardeza    | Real Saragozza  |
| 13  |  |  | Rommel Fernández  | Tenerife        |